# 霍舍姆
霍舍姆（英語：Horsham）是英格蘭薩塞克斯郡的一個城市，位於倫敦南南西31英里（50），布萊頓西北18.5英里（30），奇切斯特東北26英里（42）。1958年9月5日，這裡降下英國有記錄以來最大的冰雹。

## 友好城市
- 法國 圣迈克桑莱科勒